# Zomba foai
Zomba foai är en skalbaggsart som beskrevs av Marc Lacroix 2006. Zomba foai ingår i släktet Zomba och familjen Melolonthidae. Inga underarter finns listade i Catalogue of Life.